# Cyanicterus
Cyanicterus is een monotypisch geslacht van zangvogels uit de familie van de Thraupidae (tangaren):
- Cyanicterus cyanicterus  – Siertangare